# Pierre Avril (imprimeur du Roy)
Pour les articles homonymes, voir Pierre Avril et Avril (homonymie).
Pierre Avril ou Petrus Avril ou encore Pierre II Avril (né v. 1607 à Angers et mort le 8 novembre 1676 dans la même ville) est un imprimeur-libraire français du XVIIe siècle établi à Angers, qui obtint le titre d' imprimeur du roi et celui d' imprimeur de monseigneur l'évêque.

## Biographie
Fils ou neveu de Pierre I Avril, imprimeur-libraire et monnayeur à Angers, Pierre Avril obtient la charge de garde de la « librairie » de l'université d'Angers. Il est reçu monnayeur en 1642 et lieutenant de la Monnaie d'Angers en 1653. 
Après sa mort le 8 novembre 1676, sa veuve, Marie Lépicier, a continué à publier sous son nom jusqu'en 1678 au moins.

## Quelques ouvrages publiés
- 1650 : Jacques Eveillon (1572-1653), Apologia capituli ecclesiae Andegavensis, pro sancto Renato episcopo suo
- 1653 : Père Irénée de Sainte-Catherine (16..-1673), La beauté du Carmel, contenant les privileges, indulgences & devoirs de la Confrerie de N. D. du Mont-Carmel. Communément ditte du S. Scapulaire, ou petit habit de la Vierge
- 1658 : François Bonichon (16..-1662), L'Authorité episcopale deffenduë contre les nouvelles entreprises de quelques reguliers mendians du diocese d'Angers sur la hierarchie ecclesiastique
- 1659 : Alexandre VII (1599-1667), Bref de nostre S. Pere le pape Alexandre VII. a l'illustrissime et reverendissime evesque d'Angers. Avec le decret de notre Sainct Pere le pape sur les differends dudit seigneur evesque avec les religieux de son diocese
- 1659 : Alexandre VII (1599-1667), Breve Sanctissimi D. Domini nostri Alexandri VII summi pontificis, ad illustrissimum et reverendissimum episcopum Andegavensem una cum decreto ejusdem pontificis
- 1660 : Statuts généraux de la Confrairie de N.-D. des agonisans, establie par Mgr Messire Henri Arnauld, Evesque d’Angers, en diverses églises de son Diocèse

des agonisans, érigée en I'église parrochiale de Sainct-Remy de Chasteaugontier.
- 1672 : François de Roye, De missis dominicis, eorum officio & potestate